# 313
Cette page concerne l'année 313  du calendrier julien. Pour l'année 313 av. J.-C., voir 313 av. J.-C. Pour le nombre 313, voir 313 (nombre).
L'année 313 est une année commune qui commence un jeudi.

## Événements
- Février-mars : Licinius rencontre Constantin Ier à Milan. Ils s'accordent sur une politique de tolérance envers les chrétiens. Licinius épouse Constantia, la sœur de Constantin Ier[1].
- 15 avril : rapport du proconsul Anullinus à Constantin[2], pour l'informer qu'il avait reçu une pétition de chrétiens d'Afrique dénonçant l'évêque de Carthage Caecilianus. Constantin confie l'affaire à un concile[3].
- 30 avril : victorieux à Tzirallum (ou Campus Ergenus) près de Heraclea Pontica, sur la mer Noire, Licinius élimine le César Maximin Daïa, devenant le seul maître de la partie orientale de l'Empire[4].
- 13 juin : publication de l'édit de Milan à Nicomédie, en fait un rescrit que Licinius fait afficher sur les murs de la ville[5]. Il confirme la liberté de culte pour les chrétiens et la restitution des biens confisqués.
- 2 octobre : le concile du Latran, qui réunit trois évêques gaulois et quinze italiens, prend le parti de Caecilianus. Les donatistes ne renoncent pas et Constantin demande la tenue d'un concile plus large qui se tient à Arles en 314[6].

- Constantin Ier combat les Francs (Bructères, Chamaves, Chérusques et Tubantes) en 313 et 314[7].
- Cirta, détruite après l’insurrection de Domitius Alexander est rebâtie par l’empereur Constantin et prend le nom de Constantine. Elle devient le chef-lieu de la province de Numidie, reconstituée[8].

- Un marchand Sogdien commerçant entre Samarcande et le Nord de la Chine décrit dans une lettre les pillages des Xwn (Xiongnu méridionaux), dans le corridor du Hexi (Gansu actuel). Il pourrait s'agir de la première mention des Huns[9].
- Le royaume de Koguryŏ prend la commanderie de Lolang et met fin à la présence chinoise en Corée[10].

## Naissances en 313
- Didyme l'Aveugle, théologien de l'École d'Alexandrie.

## Décès en 313
- Maximin II Daïa, empereur romain.